# Huey Lewis & the News
Huey Lewis & the News ist eine US-amerikanische Rockband um den Sänger Huey Lewis, die insbesondere von 1982 bis 1991 erfolgreich war.

## Bandgeschichte

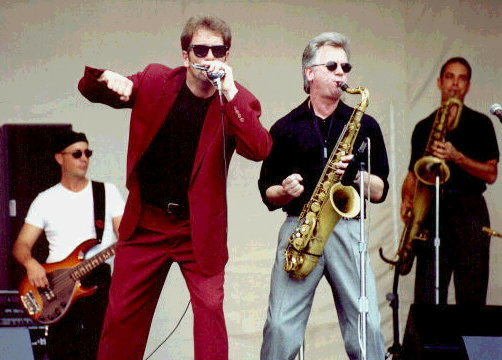
Huey Lewis and the News live (2006)

Die Band entstand 1979 durch den Zusammenschluss von Mitgliedern der Gruppen Clover, denen Huey Lewis seit 1971 und Sean Hopper (Keyboard) seit 1972 angehört hatten, und Sound Hole, von der Johnny Colla (Saxophon/Gitarre), Bill Gibson (Perkussion) und Mario Cipollina (Bass) kamen. Die Gruppe holte sich 1980 Chris Hayes (Gitarre) dazu und formierte so Huey Lewis and the American Express. Die Gruppe wurde geschäftlich von Bob Brown vertreten, der auch heute noch ihr Manager ist, und bekam einen Schallplattenvertrag bei Chrysalis Records. Allerdings bestand das Label auf einer Namensänderung. Auf Vorschlag von Bob Brown benannte sich die Gruppe daraufhin in Huey Lewis and the News um.
Mitte 1980 veröffentlichten sie Huey Lewis and the News und Anfang 1982 Picture This. Picture This enthielt unter anderem den Titel Tattoo (Giving It All Up for Love), den Phil Lynott geschrieben und 1980 auf seinem Soloalbum Solo in Soho veröffentlicht hatte. Die Single Do You Believe in Love wurde der erste Top-Ten-Hit der Gruppe in den USA. 1983 erschien Sports mit den Hits The Heart of Rock & Roll und I Want a New Drug und der Coverversion des Hank-Williams-Stücks Honky Tonk Blues. Das Album wurde in den USA mehrfach, zuletzt am 20. Juli 1987, mit Platin ausgezeichnet. Mit ihm ernteten sie erstmals auch außerhalb der USA Anerkennung. Sports ist bis heute das erfolgreichste Album der Band. Bereits damals gehörte der Curtis-Mayfield-Titel It’s All Right zum Live-Programm, mit dem die Band ihre A-cappella-Qualitäten unter Beweis stellte.
Im Sommer 1985 lieferten Huey Lewis & the News mit The Power of Love (Nummer-eins-Hit in den USA und 1986 für einen Oscar, den Golden Globe und einen Grammy nominiert) und Back in Time zwei Hits für den Spielfilm Zurück in die Zukunft, in dem Huey Lewis auch einen kleinen Gastauftritt hat. Für The Power of Love wurde auch ein Musikvideo produziert, in dem Christopher Lloyd (im Film Darsteller des Doc Brown) und der DeLorean einen Auftritt haben.
Im Spätsommer 1986 erschien Fore! (benannt nach einem Golf-Ausdruck), auf dem sich die Hits The Power of Love, Stuck With You und Jacob’s Ladder (geschrieben von Bruce Hornsby) befanden. Der Titel Naturally zeigte dabei erstmals auf einem Studioalbum die A-cappella-Fähigkeiten der Gruppe, die im Sommer 1988 das Album Small World veröffentlichte. Im Frühjahr 1991 kam Hard at Play heraus.
Im Frühjahr 1994 veröffentlichte die Gruppe das Album Four Chords & Several Years Ago, eine Hommage an die Klassiker des Rhythm and Blues. Alle Titel wurden mit originaler Aufnahmetechnik (Verstärker, Mikrofone, Tonbandgeräte) der 1950er-Jahre im Studio „The Site“ in San Rafael (Kalifornien) aufgenommen, die Band spielte alle Titel gemeinsam live ein.
1999 brachte Chrysalis eine digital remasterte Version des Albums Sports heraus. Das Album enthielt zusätzlich fünf bis dahin unveröffentlichte Versionen von bekannten Songs des Albums, nämlich zwei sogenannte „Session Takes“ (The Heart of Rock & Roll und Walkin’ on a Thin Line) sowie Live-Versionen von If This Is It und Heart and Soul, beide aufgenommen am 21. Februar 1985 in San Francisco, und I Want a New Drug, aufgenommen am 15. Januar 1984 in Los Angeles.
Im Jahr 2000 trat die Gruppe nach längerer Zeit wieder einmal in Deutschland auf, unter anderem am 20. Juni in der BeatBox auf der Weltausstellung „Expo“ in Hannover. Das Konzert wurde mit We're not Here for a Long Time (We're Here for a Good Time) eröffnet; dieser Titel wurde ein Jahr später auf Plan B. erstmals veröffentlicht. Nach 2000 hatte die Band bisher keine Auftritte in Deutschland mehr.
Im Mai 2001 erschien mit Plan B das nächste wirklich neue Album. 2004 wurde dann eine DVD mit zwei Deutschland-Konzerten veröffentlicht, die im Rahmen der Fernsehsendung Rockpalast aufgezeichnet worden waren. Dabei handelte es sich um die Konzerte aus der Essener Grugahalle von 1984 und dem Kölner E-Werk von 1991. Anlässlich des 25-jährigen Jubiläums der Gruppe im Jahr 2004 gab es außerdem eine große US-Tournee. Ausschnitte davon findet man auf dem Livealbum und der Live-DVD Live at 25. Die Lieder darauf, größtenteils eine live gespielte Zusammenstellung der größten Erfolge, wurden am 14. und 15. Dezember 2004 bei zwei Auftritten in der Stadt Chico im heimischen Kalifornien mitgeschnitten.
Die Gruppe hat sich zwischenzeitlich personell erweitert: So gibt es mit den „News Brothers“ (Marvin McFadden, Ron Stallings und Rob Sudduth) eine eigene Bläsersektion – bei vielen früheren Liedern waren Tower of Power als Bläsersektion dabei. Mario Cipollina machte 1994 dem bekannten Studiomusiker John Pierce am Bass Platz. 2000 verließ der langjährige Komponist und Gitarrist Chris Hayes die Band aus familiären Gründen; für ihn ist seitdem Stef Burns dabei. Chris Hayes arbeitete aber noch am 2001er Album Plan B mit und springt bei Live-Auftritten gelegentlich für Stef Burns ein, wenn dieser verhindert ist.
2008 nahm Huey Lewis den Auftrag an, ein Lied für den Film Ananas Express zu schreiben, das im Sound der 1980er-Werke der Band gehalten sein sollte. Außerdem sollte sich die Handlung des Films darin widerspiegeln, und der Titel des Films so oft wie möglich genannt werden. In Zusammenarbeit mit Johnny Colla und David Fredericks entstand das Lied Pineapple Express, das als Teil des Soundtracks am 5. August 2008 veröffentlicht wurde.
Am 13. April 2009 verstarb der Saxophonist Ron Stallings. Seinen Platz nahm Johnnie Bamont ein, der bereits seit 1998 gelegentlich gemeinsam mit der Band aufgetreten war.
Im Oktober 2010 wurde in Europa das Album Soulsville veröffentlicht, das die Gruppe in den Ardent Studios in Memphis (Tennessee) aufgenommen hatte. Huey Lewis and the News zollten, ähnlich wie sie es schon 1994 bei Four Chords & Several Years Ago getan hatten, ihren musikalischen Vorbildern Tribut. Allerdings konzentrierte sich die Gruppe diesmal nicht auf den Rhythm and Blues, sondern auf Soul-Klassiker. Alle Aufnahmen fanden live in Bandbesetzung statt und wurden analog, also auf Tonband, aufgezeichnet. Das Album erreichte in den Billboard 200 nur Platz 121, konnte sich aber in den Billboard „Adult Contemporary“ auf Platz 18 und in den Billboard „R&B/HipHop“-Charts auf Platz 15 schieben. Die Band widmete das Album der Erinnerung an Ron Stallings.
Im Mai 2018 wurden alle Touren von Huey Lewis & The News abgesagt, nachdem Lewis, der bereits seit 1985 an Morbus Menière erkrankt ist, vor einem Konzert in Dallas sein verbliebenes Hörvermögen verlor. Er erklärte, seitdem könne er manchmal hören, dann wieder nicht, und Musik könne er nur noch als Geräusch wahrnehmen.

### Musical
Für das Frühjahr 2024 wurde ein Musical mit dem Titel The Heart of Rock and Roll  für Aufführungen am New Yorker Broadway angekündigt, das von den Liedern von Huey Lewis and the News inspiriert ist. Die Show, die 2018 am Old Globe Theater in San Diego uraufgeführt wurde, ist eine Komödie, die die Romanze eines Paares verfolgt, welches seine Liebe zwischen einer Rockband und Karriereambitionen im Unternehmensleben ausbalancieren muss. Die Vorschauen des Musicals sollen am 29. März beginnen, und die offizielle Eröffnung ist für den 22. April im James Earl Jones Theater geplant. Die Besetzung wurde noch nicht bekannt gegeben. Als 'Feel-Great-Musical' beworben, beinhaltet die Show die optimistischen Songs der Band aus den 80ern. Das Stück wird von Gordon Greenberg (Holiday Inn) inszeniert, Lorin Latarro (die auch eine Broadway-Neuinszenierung von 'The Who’s Tommy' choreographiert) übernimmt die Choreografie, und das Buch stammt von Jonathan A. Abrams, basierend auf einer Geschichte von Abrams und Tyler Mitchell, die beide hauptsächlich in Film und Fernsehen tätig sind. Produziert wird die Show von Mitchell zusammen mit Hunter Arnold und Kayla Greenspan; die Produktion wird mit bis zu 16 Millionen Dollar kapitalisiert, gemäß einer Meldung bei der US-Börsenaufsicht SEC.

## Diskografie
Studioalben

| Jahr | Titel                           | Höchstplatzierung, Gesamtwochen, AuszeichnungChartplatzierungen (Jahr, Titel, Platzierungen, Wochen, Auszeichnungen, Anmerkungen) | Höchstplatzierung, Gesamtwochen, AuszeichnungChartplatzierungen (Jahr, Titel, Platzierungen, Wochen, Auszeichnungen, Anmerkungen) | Höchstplatzierung, Gesamtwochen, AuszeichnungChartplatzierungen (Jahr, Titel, Platzierungen, Wochen, Auszeichnungen, Anmerkungen) | Höchstplatzierung, Gesamtwochen, AuszeichnungChartplatzierungen (Jahr, Titel, Platzierungen, Wochen, Auszeichnungen, Anmerkungen) | Höchstplatzierung, Gesamtwochen, AuszeichnungChartplatzierungen (Jahr, Titel, Platzierungen, Wochen, Auszeichnungen, Anmerkungen) | Anmerkungen |
| Jahr | Titel                           | DE | AT | CH | UK | US | Anmerkungen |
| ---- | ------------------------------- | --- | --- | --- | --- | --- | --- |
| 1980 | Huey Lewis and the News         | — | — | — | — | — | Erstveröffentlichung: 25. Juni 1980 Produzent: Bill Schnee                                                            |
| 1982 | Picture This                    | — | — | — | — | US116 Gold · (59 Wo.)US | Erstveröffentlichung: 29. Januar 1982 Produzenten: Huey Lewis and the News                                            |
| 1983 | Sports                          | DE29 (12 Wo.)DE | — | — | UK23 Gold · (24 Wo.)UK | US1 ×7Siebenfachplatin · (160 Wo.)US                                                                                              | Erstveröffentlichung: 15. September 1983 Produzenten: Huey Lewis and the News Charteintritt DE: 12/1984 / UK: 09/1985 |
| 1986 | Fore!                           | DE5 Gold · (30 Wo.)DE | AT22 (4 Wo.)AT | CH4 (17 Wo.)CH | UK8 ×2Doppelplatin · (52 Wo.)UK                                                                                                   | US1 ×3Dreifachplatin · (61 Wo.)US                                                                                                 | Erstveröffentlichung: 20. August 1986 Produzenten: Huey Lewis and the News                                            |
| 1988 | Small World                     | DE8 (18 Wo.)DE | — | CH10 (13 Wo.)CH | UK12 Gold · (8 Wo.)UK | US11 Platin · (30 Wo.)US | Erstveröffentlichung: 10. Juni 1988 Produzenten: Huey Lewis and the News                                              |
| 1991 | Hard at Play                    | DE14 (24 Wo.)DE | — | CH9 (12 Wo.)CH | UK39 (2 Wo.)UK | US27 Gold · (27 Wo.)US | Erstveröffentlichung: 7. Mai 1991 Produzenten: Bill Schnee, Huey Lewis and the News                                   |
| 1994 | Four Chords & Several Years Ago | DE46 (9 Wo.)DE | — | CH21 (4 Wo.)CH | — | US55 (21 Wo.)US | Erstveröffentlichung: 10. Mai 1994 Produzent: Stewart Levine                                                          |
| 2001 | Plan B                          | — | — | — | — | US165 (1 Wo.)US | Erstveröffentlichung: 24. Juli 2001 Produzenten: Huey Lewis, Johnny Colla                                             |
| 2010 | Soulsville                      | — | — | — | — | US121 (1 Wo.)US | Erstveröffentlichung: 18. Oktober 2010 Produzenten: Jim Gaines, Huey Lewis and the News                               |
| 2020 | Weather                         | DE21 (2 Wo.)DE | — | CH13 (1 Wo.)CH | — | US71 (1 Wo.)US | Erstveröffentlichung: 14. Februar 2020 Produzenten: Huey Lewis und Johnny Colla                                       |

grau schraffiert: keine Chartdaten aus diesem Jahr verfügbar